# Sonnenfinsternis vom 21. August 1914
Die Totalitätszone der totalen Sonnenfinsternis vom 21. August 1914 erstreckte sich über Nordamerika, Europa und Asien.

## Verlauf

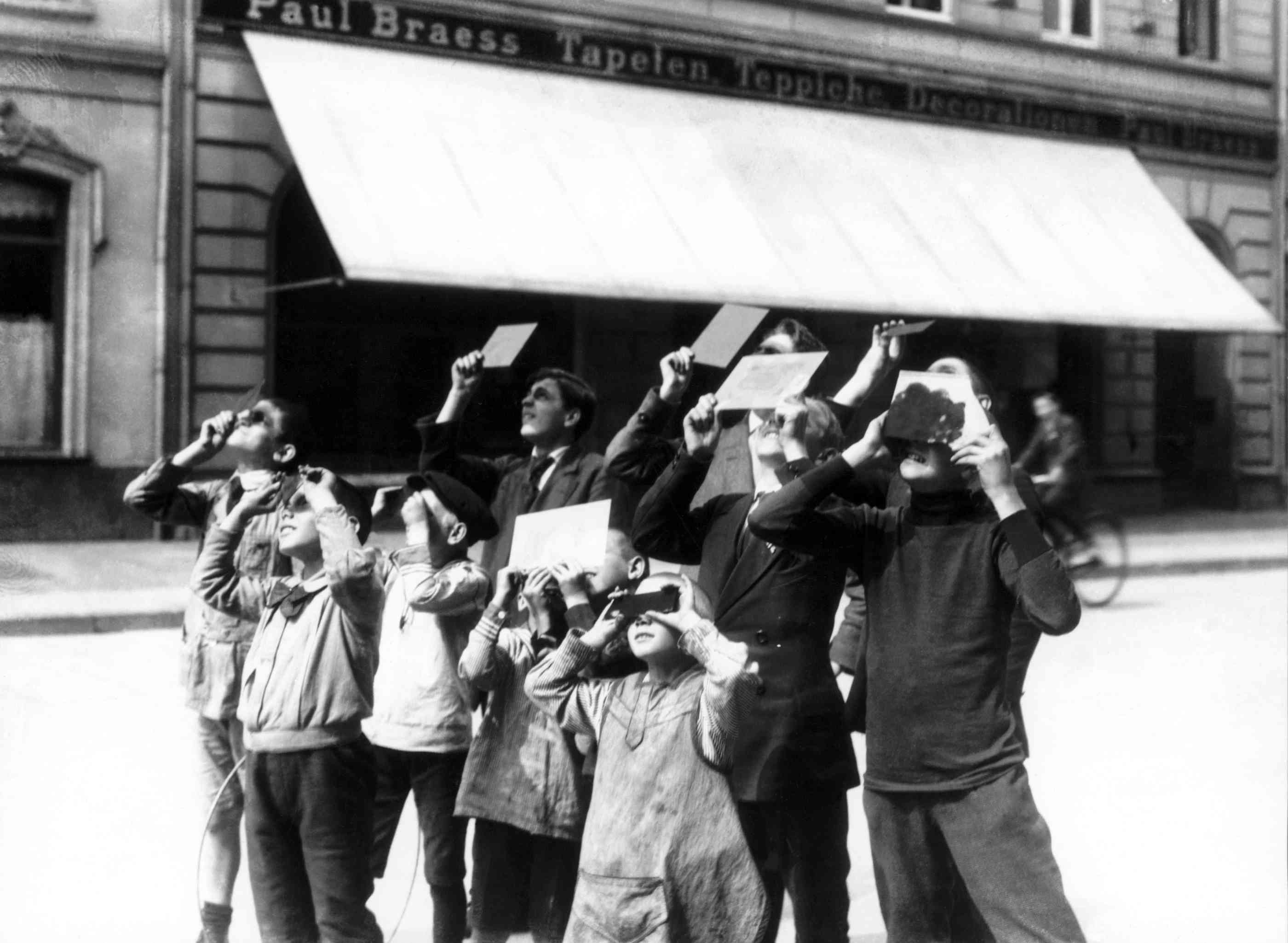
Menschen beobachten die Sonnenfinsternis in Düsseldorf, Foto von Julius Söhn

Gegen 11:25 Uhr (alle Zeiten in Universal Time, UT) startete die Finsternis über dem äußersten Norden Kanadas. Danach verfinsterte sich die Sonne in Grönland und gegen 12:15 Uhr kam der Kernschatten in Norwegen an. Danach zog er über Skandinavien und erreichte dann das Russische Reich, wo am Naratsch-See das Finsternismaximum erreicht wurde. Bis 13:00 Uhr erreichte die Finsternis die Krim. Sie zog anschließend über das Schwarze Meer ins Osmanische Reich (die heutige Türkei) und dann nach Persien (heute Iran), wo sie gegen 13:43 Uhr vor der Küste Britisch-Indiens (heute Indien) endete.

## Sonstiges
Die Finsternis ereignete sich wenige Tage nach Beginn des Ersten Weltkrieges. In Gumbinnen (heute Gussew), wo sich tags zuvor Russen und Deutsche in der Schlacht bei Gumbinnen bekämpft hatten, war die Sonne zu rund 96 % verfinstert. Einen Einfluss auf die Kampfhandlungen, wie dies für die Sonnenfinsternis 585 v. Chr. überliefert ist, hatte sie jedoch nicht.